# Мала Чауша
Мала Чауша (словац. Malá Čausa) — село, громада округу Пр'євідза, Тренчинський край. Кадастрова площа громади — 15.35 км².
Населення 710 осіб (станом на 31 грудня 2020 року).

## Історія
Мала Чауша згадується 1430 року.

## Географія
Протікає Чаусянський потік.

## Населення
| Рік:            | 1994. | 2004.   | 2014.   | 2024.   |
| --------------- | ----- | ------- | ------- | ------- |
| Кількість осіб: | 628   | 621     | 680     | 706     |
| Різниця:        |       | -1,11 % | +9,50 % | +3,82 % |

| Рік:            | 2023. | 2024.   |
| --------------- | ----- | ------- |
| Кількість осіб: | 705   | 706     |
| Різниця:        |       | +0,14 % |